# Esperanza Tercero
Esperanza Tercero Rolando (Ciudad Real, 27 de octubre de 1963) es una exjugadora de balonmano española que jugó en el Iber Valencia y en la Selección Española de Balonmano.

## Trayectoria
Lanzadora de gran envergadura y potencia, se inició en el balonmano en el equipo cadete del Leganés, en 1975. Fue con el equipo madrileño con el que debutó en la máxima división española para después formar parte de aquél mítico Iber Valencia, el Mades Seguroy el Mar Valencia, dónde se retiró en 1993.
Llegó a vestir hasta en 106 veces la camiseta nacional y fue una de las internacionales españolas que participó por primera vez en unos Juegos Olímpicos, en Barcelona'92, quedando en séptima posición. Debutó en 1982, en el Torneo Internacional de España en Granada y su último partido coincidió con el último disputado por el combinado nacional durante los Juegos Olímpicos, ganando la séptima posición ante Nigeria, el 7 de agosto de 1992. Entre sus torneos oficiales, varios mundiales B.
Consiguió la medalla de bronce en los Juegos Mediterráneos de Atenas 1991.